# Glycichaera fallax
Glycichaera fallax là một loài chim trong họ Meliphagidae.